# Sutaj uul
Sutaj uul, Sutaj Chajrchan uul (mong. Сутай уул) – góra położona w zachodniej Mongolii, na granicy ajmaków gobijsko-ałtajskiego i kobdoskiego. Stanowi najwyższą część Ałtaju Gobijskiego. Najwyższy szczyt ma wysokość 4220 m n.p.m. Ma tu swoje źródła rzeka Dzüjlijn gol uchodząca potem do jeziora Tonchil nuur.

## Turystyka
Góra jest stosunkowo łatwo dostępna, a wierzchołek można osiągnąć po dwugodzinnym spacerze. Występuje stała pokrywa śnieżna i lodowiec. Ze szczytu rozciągają się doskonałe widoki na okolicę.